# اس.پی. بهایانکار
اس. پی بهایانکار 
(به تلوگویی: S. P. Bhayankar) فیلمی محصول سال ۱۹۸۴ و به کارگردانی وی. بی. راجندرا پراساد است. در این فیلم بازیگرانی همچون آکنینی ناگیشور رائو، سری دوی، کریشنام راجو ایفای نقش کرده‌اند.